# La Ternera
La Ternera är en ort i Mexiko.   Den ligger i kommunen Puente Nacional och delstaten Veracruz, i den sydöstra delen av landet, 270 km öster om huvudstaden Mexico City. La Ternera ligger 340 meter över havet och antalet invånare är 410.
Terrängen runt La Ternera är kuperad västerut, men österut är den platt. Runt La Ternera är det ganska tätbefolkat, med 56 invånare per kvadratkilometer. Närmaste större samhälle är Rinconada, 10,9 km norr om La Ternera. Omgivningarna runt La Ternera är en mosaik av jordbruksmark och naturlig växtlighet.